# Apacer
Apacer (Apacer Technology Inc.) — тайваньская компания-производитель цифровых систем хранения информации (карт памяти и USB-накопителей), а также цифровых проигрывателей. Основана 16 апреля 1997 года. Штаб-квартира компании расположена в Новом Тайбэе, дочерние предприятия — в США, Японии и Нидерландах, производственные мощности — на Тайване, в КНР и Индии.

## История
Хронология истории компании
- 1997 год: Основана в качестве профессионального поставщика модулей памяти DRAM.
- 1999 год: Компания становится четвёртым в мире производителем модулей памяти по итогам исследования Dataquest а также начинает поставлять на рынок флэш-память.
- 2002 год: Компания заключает стратегический альянс с компанией Sony и становится эксклюзивным дистрибьютором карт памяти Sony Memory Stick. Также, в этом году, создает научно-исследовательский центр по разработке микропрограмм.
- 2006 год: Названа шестым в мире среди производителем модулей памяти по данным DRAMeXchange.
- 2020 год: Создание промышленных облачных сервисов[6][7].

## Продукция

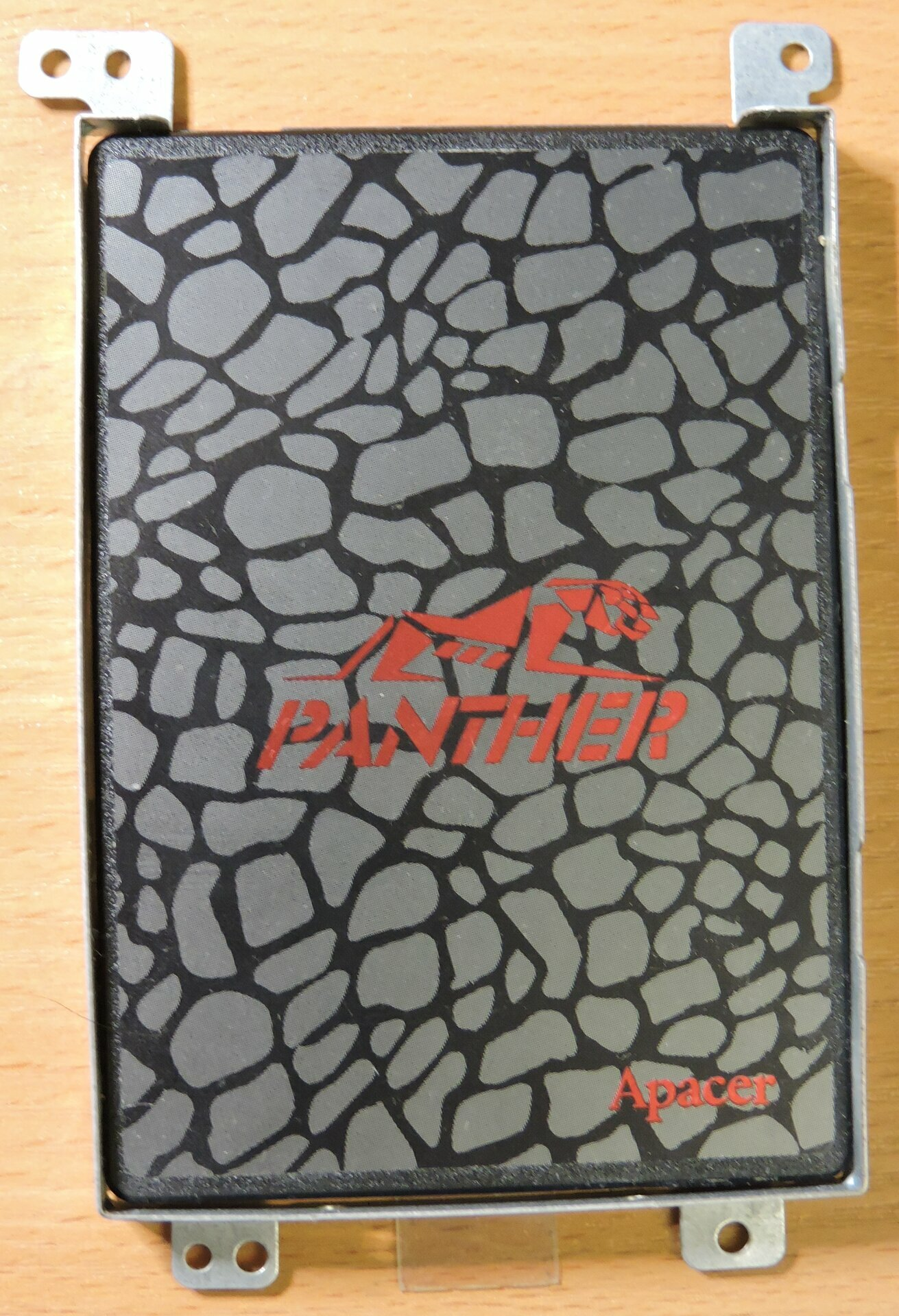
SSD Apacer Panther 128 Gb

Компания выпускает: модули памяти, твердотельные накопители, USB флэш-накопители, карты памяти, портативные жёсткие диски и аксессуары для мобильных устройств.
Выручка за 2022 год составила 8,8 млрд новых тайваньских долларов (287 млн долларов США). Основным рынком для компании является Азия, на неё пришлось 84 % выручки, в том числе на Тайвань — 20 %, Гонконг — 16 %, КНР — 10 %, Японию — 6 %; на США пришлось 9 % выручки.